# Anatolij Kubacki
Anatolij Lwowicz Kubacki (ros. Анато́лий Льво́вич Куба́цкий; ur. 1908 w Moskwie, zm. 2001 tamże) – radziecki aktor filmowy, teatralny i głosowy. Aktor Teatru im. Majakowskiego oraz Teatru Aktora Filmowego. Pochowany na Cmentarzu Piatnickim w Moskwie.

## Wybrana filmografia

### Filmy fabularne
- 1939: Wśród ludzi
- 1963: Królestwo krzywych zwierciadeł
- 1964: Dziadek Mróz jako herszt Bandytów
- 1968: Ogień, woda i miedziane trąby
- 1969: Królewna z długim warkoczem jako Afonia

### Filmy animowane
- 1947: Konik Garbusek jako Gawryłła
- 1955: Cudowna podróż jako Gnom
- 1967: Bajka o złotym koguciku
- 1975: Konik Garbusek jako Daniłła